# Breslaus voetbalkampioenschap 1920/21
In 1920/21 werd het veertiende Breslaus voetbalkampioenschap gespeeld, dat georganiseerd werd door de Zuidoost-Duitse voetbalbond. De competitie werd gesplitst in twee groepen waarvan de twee beste teams zich plaatsten voor de Oberklasse, waar de kampioen bepaald werd, de volgende twee clubs gingen naar de Mittelklasse en de laatste twee naar de Unterklasse. 
Schlesien Breslau werd kampioen en plaatste zich voor de Zuidoost-Duitse eindronde. Als titelverdediger mochten ook de Breslauer Sportfreunde naar de eindronde. Schlesien verloor van Viktoria Forst. De Sportfreunde versloegen STC Görlitz, ATV Liegnitz en Viktoria Forst en werd kampioen.
Hierdoor plaatste de club zich voor de eindronde om de Duitse landstitel en werd in de eerste ronde door Wacker Halle verslagen.

## Eerste fase

### Groep West
| Plaats | Club                     | Wed. | W | G | V | Saldo | Ptn   |
| ------ | ------------------------ | ---- | - | - | - | ----- | ----- |
| 1.     | Breslauer FV 06          | 10   | 7 | 2 | 1 | 18:9  | 16:4  |
| 2.     | Breslauer SC 08          | 10   | 4 | 5 | 1 | 13:7  | 13:7  |
| 3.     | SC Schlesien Breslau     | 10   | 6 | 1 | 3 | 20:13 | 13:7  |
| 4.     | SC Germania Breslau      | 10   | 4 | 2 | 4 | 14:13 | 10:10 |
| 5.     | Breslauer SpVgg Komet 05 | 10   | 2 | 1 | 7 | 8:16  | 5:15  |
| 6.     | VfR 1897 Breslau         | 10   | 0 | 3 | 7 | 6:21  | 3:17  |

Schlesien speelde tegen Breslauer SC 08 voor een plaats in de finaleronde en won, de uitslag is niet meer bekend. 
|  | Geplaatst voor Oberklasse   |
|  | Geplaatst voor Mittelklasse |
|  | Geplaatst voor Unterklasse  |

### Groep Oost
| Plaats | Club                              | Wed. | W | G | V | Saldo | Ptn   |
| ------ | --------------------------------- | ---- | - | - | - | ----- | ----- |
| 1.     | Vereinigte Breslauer Sportfreunde | 10   | 7 | 2 | 1 | 18:9  | 16:4  |
| 2.     | SC Hertha Breslau                 | 10   | 4 | 5 | 1 | 13:7  | 13:7  |
| 3.     | VfB 1898 Breslau                  | 10   | 6 | 1 | 3 | 20:13 | 13:7  |
| 4.     | SC Vorwärts Breslau               | 10   | 4 | 2 | 4 | 14:13 | 10:10 |
| 5.     | SC Alemannia Breslau              | 10   | 2 | 1 | 7 | 8:16  | 5:15  |
| 6.     | SV Breslau 1911                   | 10   | 0 | 3 | 7 | 6:21  | 3:17  |

|  | Geplaatst voor Oberklasse   |
|  | Geplaatst voor Mittelklasse |
|  | Geplaatst voor Unterklasse  |

## Tweede fase

### Oberklasse
| Plaats | Club                              | Wed. | W | G | V | Saldo | Ptn |
| ------ | --------------------------------- | ---- | - | - | - | ----- | --- |
| 1.     | SC Schlesien Breslau              | 6    | 4 | 0 | 2 | 20:12 | 8:4 |
| 2.     | Vereinigte Breslauer Sportfreunde | 6    | 3 | 1 | 2 | 20:9  | 7:5 |
| 3.     | Breslauer FV 06                   | 6    | 2 | 2 | 2 | 9:7   | 6:6 |
| 4.     | SC Hertha Breslau                 | 6    | 1 | 1 | 4 | 2:23  | 3:9 |

|  | Kampioen |

### Mittelklasse
| Plaats | Club                | Wed. | W | G | V | Saldo | Ptn   |
| ------ | ------------------- | ---- | - | - | - | ----- | ----- |
| 1.     | VfB Breslau         | 6    | 3 | 2 | 1 | 08:06 | 08:04 |
| 2.     | Breslauer SC 08     | 6    | 2 | 2 | 2 | 08:06 | 06:06 |
| 3.     | SC Germania Breslau | 6    | 2 | 2 | 2 | 12:13 | 06:06 |
| 4.     | SC Vorwärts Breslau | 6    | 1 | 2 | 3 | 07:10 | 04:08 |

### Unterklasse
| Plaats | Club                     | Wed. | W | G | V | Saldo | Ptn   |
| ------ | ------------------------ | ---- | - | - | - | ----- | ----- |
| 1.     | Breslauer SpVgg Komet 05 | 6    | 4 | 0 | 2 | 08:06 | 08:04 |
| 2.     | VfR 1897 Breslau         | 6    | 3 | 0 | 3 | 08:04 | 06:06 |
| 3.     | SC Alemannia Breslau     | 6    | 3 | 0 | 3 | 07:09 | 06:06 |
| 4.     | SV Breslau 1911          | 6    | 2 | 0 | 4 | 04:08 | 04:08 |